# Пірокластичні породи

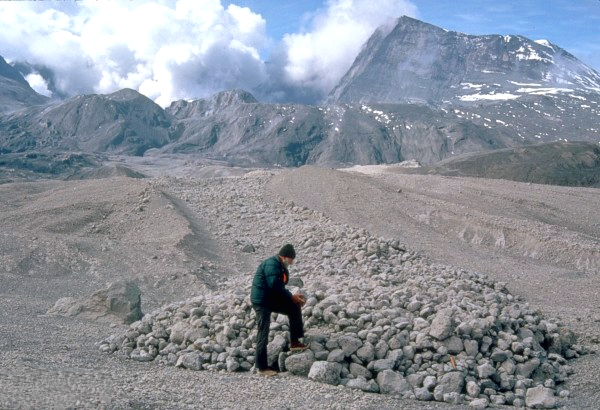
Працівник USGS досліджує пірокластичний потік, що зійшов з вулкана Сент-Хеленс.

Пірокластичні породи або пірокласти (від грец. πῦρ — «вогонь» і κλαστός — «зламаний») — уламкові гірські породи, що складаються переважно з вулканічних матеріалів. Якщо вулканічний матеріал відклався в результаті механічної дії, наприклад, вітру або води, він має назву вулканокластичного. Матеріал, асоційований з вибуховою вулканічною активністю (тефра), зокрема плініанським, кракатауським або фреатомагматичним виверженням, зазвичай відкладається у вигляді попелу, лапілі, бомб або блоків, що викидаються вулканом та змішуються з материнською породою. Пірокластичні породи можуть складатися уламками різного розміру, від великого агломерату до дрібного попілу і туфу. Однією з найбільш видовищних форм пірокластичних відкладень є ігнімбрити, відкладення високотемпературної газово-попелової суміші в результаті пірокластичного потоку.
Після відкладення пірокластичні породи або спікаються, як це відбувається у випадку ігнімбриту, або зазнають діагенезу.